# 国際法局 (外務省)
国際法局（こくさいほうきょく、International Legal Affairs Bureau）は、外務省組織令によって設置された日本国外務省の内部部局の一つ。国際法に関する外交政策、条約の締結などの業務を担当している。
前身は1919年7月に設置された条約局。

## 所掌事務
- 国際法に係る外交政策に関する事務
- 条約の締結や解釈及び実施に関する事務
- 国際法規の解釈及び実施に関する事務

ただし北米局の管轄である日米安保関連を除く

## 組織
- 局長
- 参事官
- 国際法課
  - 国際裁判対策室
  - 海洋法室
    - 条約交渉官
- 条約課
- 経済条約課
- 経済紛争処理課
  - 経済紛争対策官
- 社会条約官

## 出身者
- 栗原菜緒 – 実業家、秋篠宮文仁親王妃紀子の義妹で悠仁親王の叔母。一般職非常勤国家公務員として外交業務に従事。